# Вольнянский городской совет
Вольня́нский городско́й сове́т, ранее Красноарме́йский поселко́вый совет (укр. Вільнянська міська рада) — входит в состав
Вольнянского района
Запорожской области
Украины.
Административный центр городского совета находится в 
г. Вольнянск.

## Населённые пункты совета
- г. Вольнянск
- с. Смородино